# Liëwermang

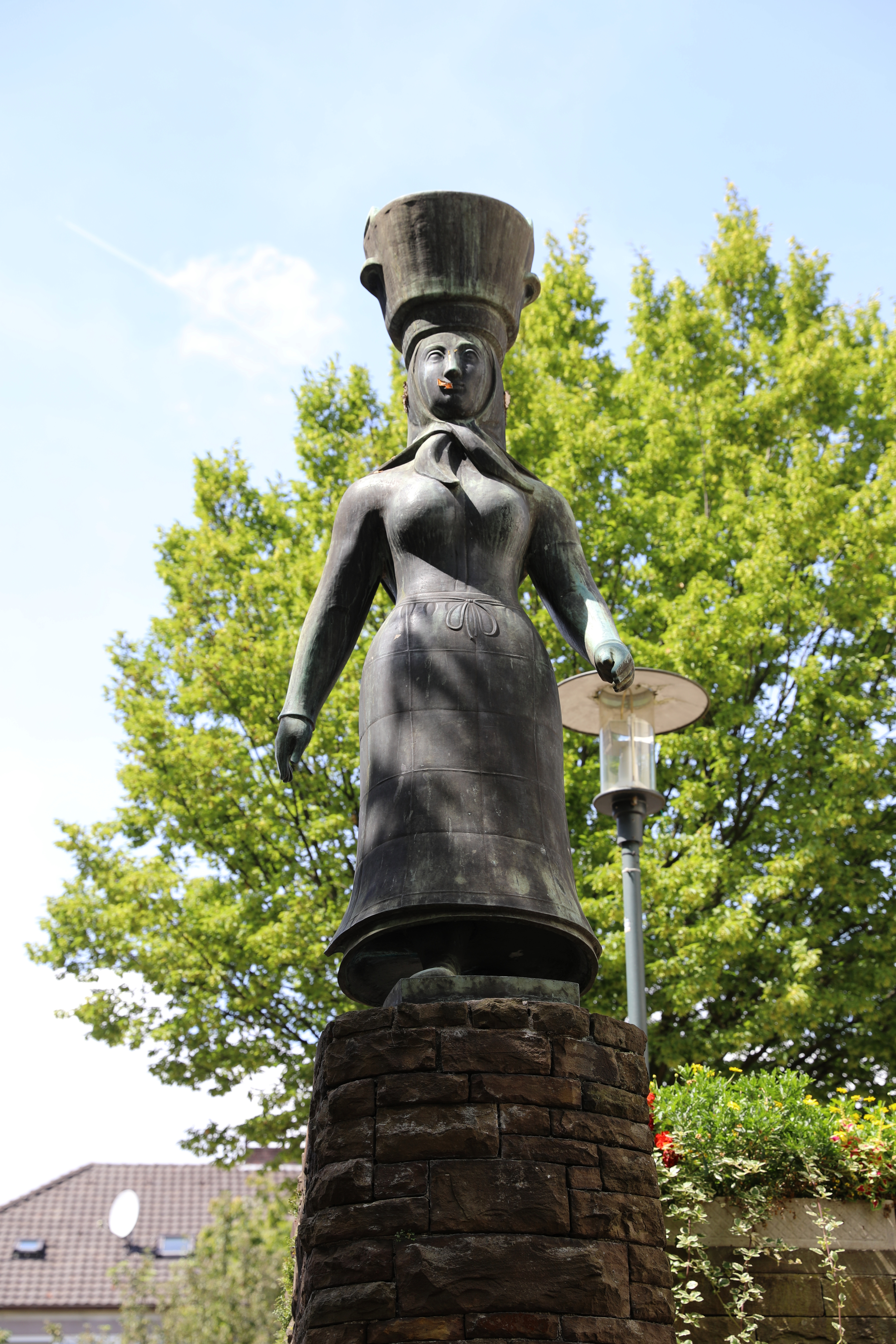
Denkmal einer Liëwerfrau mit Mang in der Solinger Innenstadt

Liëwermang ist ein Begriff der Solinger Mundart für den hochdeutschen Terminus „Lieferkorb“.
Frauen transportierten die Schneidwaren zwischen den Fabriken und den Schleifereien (in der Solinger Mundart als Schleifkotten bezeichnet), die wegen der Nutzung der Wasserkraft zumeist außerhalb an Flüssen und Bächen lagen, hin und her. Sie holten die roh geschlagenen Klingen bei der Fabrik ab und brachten sie zum Kotten des Schleifers (zumeist der Ehemann), der sie bearbeitete. Nach diesem Schritt der Bearbeitung trug die Liëwerfrau die Zwischenprodukte entweder wieder zurück zur Fabrik oder zu einem anderen Schleifer, der die halbfertigen Produkte einem weiteren Arbeitsgang unterzog. Beim Transport wurde der Lieferkorb (die Mang) auf dem Kopf getragen.
Im Gedenken an die Liëwermang wurde das Denkmal am Fronhof in Solingen von Erlefried Hoppe (1910 – 1992) gestaltet und am 13. September 1958 eingeweiht.
Am 15. November 2019 wurde durch den Oberbürgermeister Tim Kurzbach die Liëwerfrauenampel an der Grünewalder Straße mit entsprechend gestalteten Motiven eingeweiht. Hier wird in Zukunft der
Start- und Zielpunkt für den geplanten Liëwerfrauenwanderweg von der Wipperaue über verschiedene Bachtäler sein. Der Förderantrag wurde gestellt.⊙

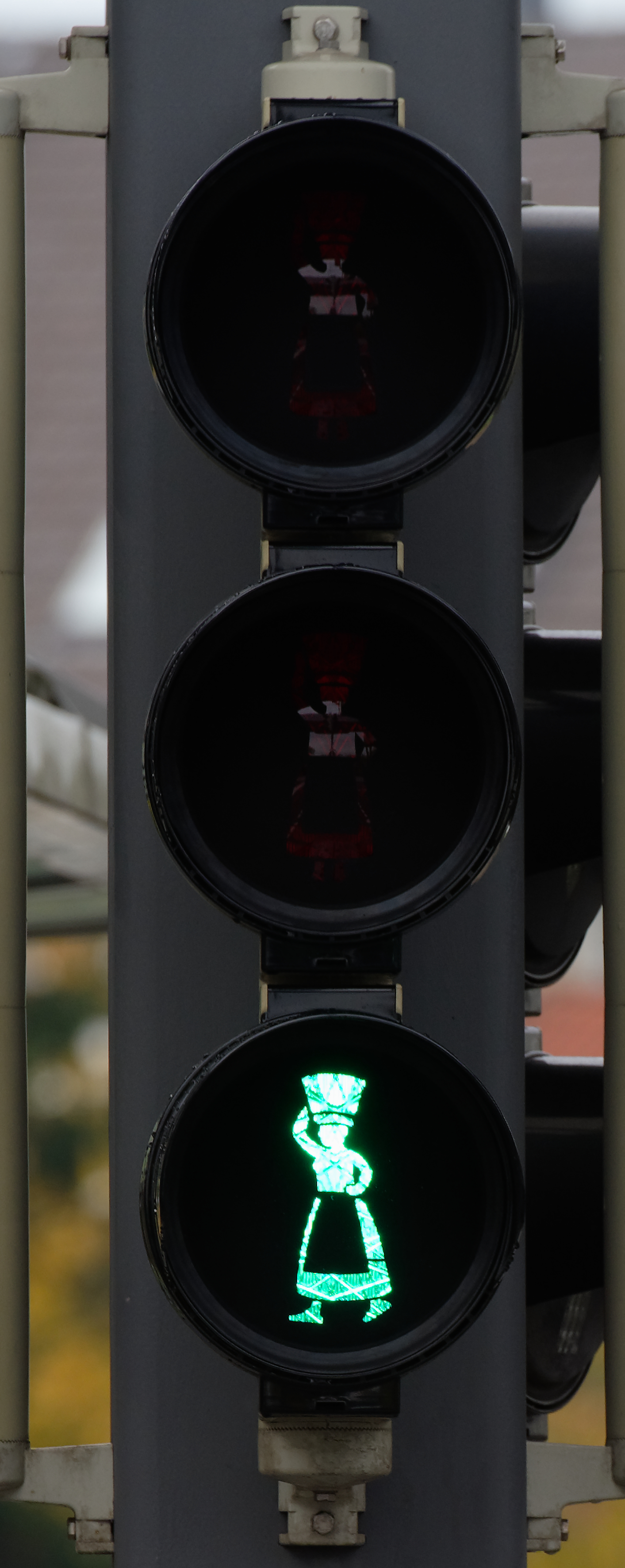
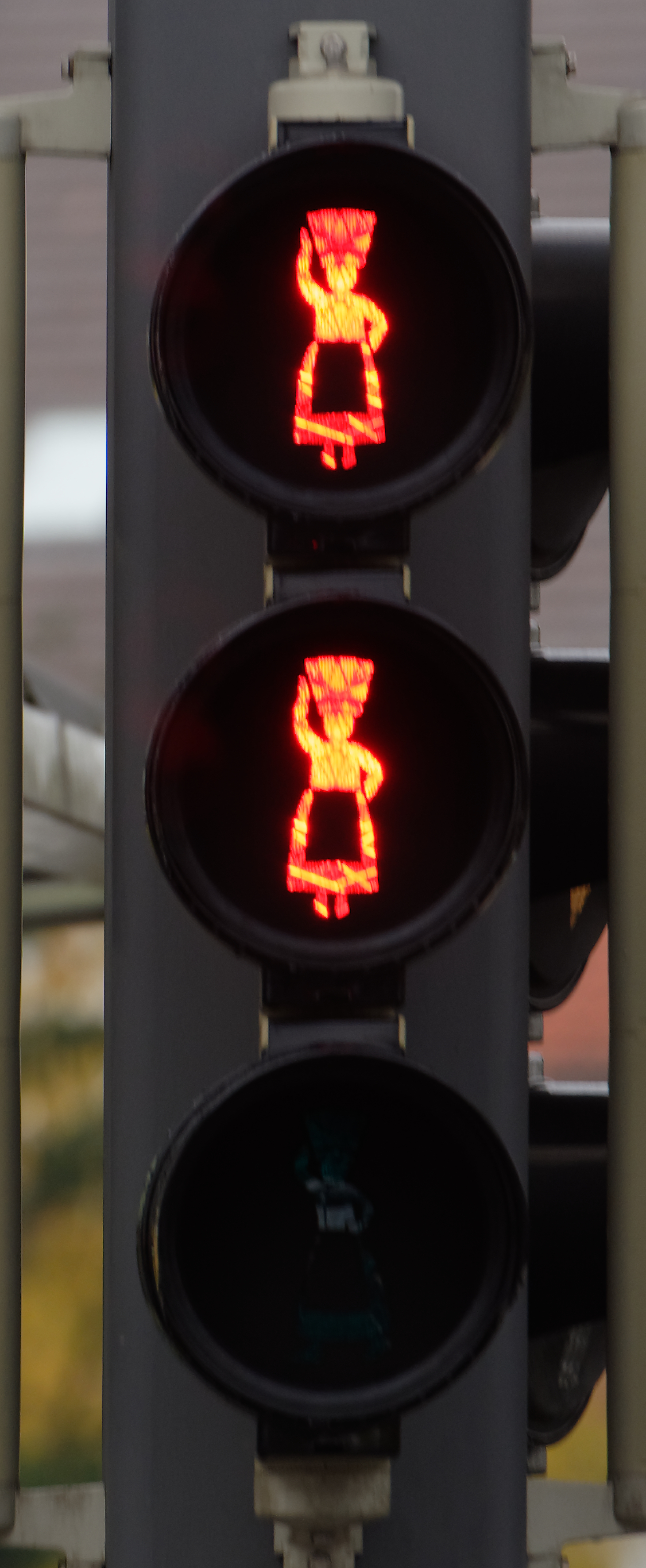